# 2011년 대한민국
이 문서는 2011년 대한민국에서 일어난 사건을 다룬다.

## 재임자
제6공화국 (이명박 정부)
- 대통령 : 이명박
- 국무총리 : 김황식